# Renan Larue
Renan Larue je profesorem francouzské literatury na Kalifornské univerzitě v Santa Barbaře. Je autorem několika knih, nejznámější je Le végétarisme et ses ennemis (Vegetariánství a jeho nepřátelé), kde zkoumá historii vegetariánství od Pytágora po současnost. Spolu s Valéry Girouxovou vydal knihu z kolekce Que sais-je?, zaměřenou veganství.

## Život
Renan Larue je francouzské literatury a držitelem dvou pokročilých magisterských titulů (DEA): z historie, který získal na pařížské Vysoké škole společenských věd a z filosofie, který získal na Univerzitě Paříž 1 Panthéon-Sorbonne. Běžný magisterský titul má z klasické literatury, který získal na Štrasburské univerzitě. Když začal vyučovat na Kalifornské univerzitě, otevřel zde kurz veganských studií.
Renan Larue pochází z Côtes-d'Armor ve Francii.

## Dílo
V knize Le végétarisme et ses ennemis: 25 siècles de débates (Vegetariánství a jeho nepřátelé: 25 století debat) se Larue zabývá historií západního vegetariánství a zaměřuje se na historické osobnosti, které obhajovaly tento způsob stravování: Pytágora, Porfyria a Plútarcha. Dále zkoumá postoje velkých monoteistických náboženství k vegetariánským myšlenkám v průběhu historie, zvláště hostilitu katolické církve. V období osvícenství podle něj hlavní roli v obhajobě vegetariánství hrál Voltaire, ale také další osobnosti jako byli Jean-Jacques Rousseau, Nicolas de Condorcet, Maupertuis, Bernardin de Saint-Pierre a Morelly. Kniha končí ve 20. století, kdy se zrodilo veganství skrze britskou Veganskou společnost, založenou Donaldem Watsonem a Elsie Shrigley.
V knize Le Végétarisme des Lumières (Osvícenské vegetariánství) Larue zkoumá podrobněji lékařské a filosofické debaty o vegetariánství, které se vedly ve Francii 18. století. Spolu s filosofkou Valéry Giroux je autorem knihy o veganství Le véganisme ze série Que sais-je?. Renan Larue je sám veganem a v knize obhajuje veganskou ideologii a veganský styl života, včetně socio-politického hnutí, založeného na snaze o "vyloučení vykořisťování a zabíjení cítících bytostí a o zlepšení zacházení s nimi do takového rozsahu, do jakého je to možné".
Larue je také editorem sbírky Voltairových spisů na téma vegetariánství.

## Ocenění
- Bourse Banting (2013) za postdoktorský výzkum.[16]
- Prix La Bruyère (2016) za knihu Le végétarisme et ses ennemis.[17]